# Субботин, Никита Егорович
Никита Егорович Субботин (12 сентября 1904 — 6 января 1968) — политический работник советских Вооружённых Сил, генерал-лейтенант (20.04.1944).

## Биография
Родился 12 сентября 1904 года в селе Сусово, ныне в Уткинском сельском поселении Клепиковского района Рязанской области в бедной крестьянской семье.
В 1926—1927 годах срочная служба в РККА.
В 1929 году стал членом ВКП(б).
С 1932 года, вновь на службе в РККА, на партийно-политической работе в войсках — политический руководитель (политрук) роты, затем военный комиссар полка.
В 1936 году окончил Военно-политические курсы и был назначен начальником политического отдела и военным комиссаром военного артиллерийского оружейно-технического училища.
В августе 1939 г. выдвинут на должность военного комиссара мотострелковой дивизии, вскоре стал военным комиссаром 21-го стрелкового корпуса, с октября 1940 г. — заместитель по политической части командира 20-го стрелкового корпуса.
В 1941 году окончил Военно-политическую академию имени В. И. Ленина. В июне этого года ему присвоено воинское звание бригадного комиссара.
С началом Великой Отечественной войны был начальником политического отдела, военным комиссаром стрелковой дивизии.
В августе 1941 г. получил назначение на должность начальника политотдела 23-й армии, в декабре стал членом Военного совета 8-й армии.
В июле 1942 г. назначен членом Военного совета 57-й армии, в январе 1943 г. — 2-й гвардейской армии.
В январе 1944 г. был выдвинут на должность члена Военного совета 4-го Украинского фронта, в июле этого же года назначен членом Военного совета 2-го Белорусского фронта. В 1944 году ему присвоено воинское звание генерал-лейтенанта.
Субботин активно участвовал в организации и проведении партийно-политической работы и в руководстве войсками во время боев в Прибалтике и под Ленинградом, в Сталинградской и Курской битвах, при освобождении Левобережной и Правобережной Украины и Крыма, в Восточно-Прусской, Восточно-Померанской и Берлинской наступательных операциях. Его ратные заслуги многократно отмечены высокими государственными наградами — орденами Ленина, Красного Знамени, Суворова, Кутузова.
После войны Никита Егорович был членом Военного совета Северной группы советских войск (Польша), затем членом Военного совета Южно-Уральского военного округа.
С марта 1948 г. являлся начальником тыла Туркестанского военного округа, затем помощником командующего войсками этого округа по строительству и расквартированию войск.
С 1959 года находился в отставке, написал книгу воспоминаний «Чкаловцы в боях за Родину».
Умер 6 января 1968 года, похоронен в поселке Пироговский (Мытищинский район, Московская область).

## Награды

### СССР
- три ордена Ленина (04.02.1943, 29.05.1945, 30.12.1956)
- три ордена Красного Знамени (17.09.1943, 19.03.1944, 13.06.1952)
- орден Суворова I степени (10.04.1945)
- орден Кутузова I степени (11.05.1944)
- Орден Красной Звезды (06.11.1945)
- Медали СССР

### Иностранные награды
- Орден «Крест Грюнвальда» III степени (Польша)
- Медаль «За Одру, Нису и Балтику» (Польша)
- медаль «За Варшаву 1939—1945» (Польша)
- Медаль «Победы и Свободы» (Польша)